# Districtul Plaines Wilhems
Plaines Wilhems este un district  în   statul Mauritius. Reședința sa este orașul Beau Basin-Rose Hill.